# D&B Together
D&B Together è il quinto album in studio del gruppo musicale statunitense Delaney & Bonnie & Friends, pubblicato nel 1972.

## Tracce
1. Only You Know and I Know (Dave Mason) – 3:26
2. Wade in the River of Jordan (tradizionale, arr. Delaney Bramlett) – 2:10
3. Sound of the City (Delaney Bramlett, Joe Hicks) – 2:39
4. Well, Well (Delaney Bramlett) – 3:03
5. I Know How It Feels to Be Lonely (Bonnie Bramlett, Leon Ware) – 3:47
6. Comin' Home (Bonnie Bramlett, Eric Clapton) – 3:13
7. Move 'Em Out (Steve Cropper, Bettye Crutcher) – 2:50
8. Big Change Comin' (Delaney Bramlett) – 3:22
9. A Good Thing (I'm on Fire) (Delaney Bramlett, Gordon DeWitty) – 2:13
10. Groupie (Superstar) (Delaney Bramlett, Leon Russell) – 2:49
11. I Know Something Good About You (Delaney Bramlett, Joe Hicks) – 4:11
12. Country Life (Delaney Bramlett, Bobby Whitlock) – 3:38